# Front Narodowy Ojczyzna i Wolność
Ojczyzna i Wolność (hiszp. Patria y Libertad), pełna nazwa Front Narodowy Ojczyzna i Wolność (hiszp. Frente Nacionalista Patria y Libertad) – skrajnie prawicowa i neofaszystowska organizacja paramilitarna działająca w Chile w latach 1970–1973. Odwoływała się do autorytarnych metod rządzenia i stosowała terroryzm.
Patria y Libertad została założona w 1970 przez adwokata Pablo Rodrígueza Greza. Miała na celu przeciwdziałanie zdobyciu władzy przez koalicję lewicy Unidad Popular. Po zwycięstwie Salvadora Allende w wyborach prezydenckich razem z chadekami i konserwatystami stanowiła trzon opozycji. Jej „fronty obywatelskie" (kobiecy, młodzieżowy, profesjonalny) organizowały kampanie protestu przeciw rządowi Allende, „sąsiedzki front" Ochrony Komunalnej (PROTECO) tworzył zaplecze partyzantki miejskiej, a front wojskowy (Bazy Operacyjne Sił Specjalnych, BOFE) szkolił bojówki do zbrojnego przewrotu. Oprócz ulicznych pochodów i bijatyk z lewicowymi oponentami bojówkarze Patria y Libertad stosowali akcje terrorystyczne. Jej członkowie rekrutujący się z kręgów wojskowych zamordowali w 1970 głównodowodzącego armii generała René Schneidera sprzeciwiającego się zamachowi stanu na wypadek zwycięstwa wyborczego Allende. Jednym z przywódców organizacji był generał Roberto Viaux, który osobiście zaplanował zamach na Schneidera.
Organizacja dokonywała zamachów bombowych, podpaleń, sabotażu i zabójstw zwolenników rządu Unidad Popular i partii lewicowych. W lipcu 1973 członkowie organizacji zamordowali adiutanta prezydenta Salvadora Allende majora Arturo Araya Petersa. Łącznie w okresie 1970-1973 Patria y Libertad dokonała kilkuset ataków terrorystycznych. Organizacja otrzymywała pomoc od CIA.
26 sierpnia 1973 roku policja wkroczyła aresztowała przywódcę grupy Roberto Thieme. Thieme przepadł już w lutym gdy rzekomo jego awionetka miała runąć do morza a jego zwolennicy oskarżyli lewicę o zamach, już dwa miesiące później okazało się, że Thieme przebywa w Argentynie w wywiadzie dla argentyńskiej prasy, Thieme otwarcie przyznał, że jego wypadek był prowokacją wymierzoną w rząd Jedności Ludowej przy czym wezwał on do rozpoczęcia zbrojnej walki przeciwko rządowi i próby wywołania wojny domowy porównując Chile do Hiszpanii z 1936 roku. Thieme stwierdził iże celem jego grupy jest utworzenie "rządu wojskowego[...], jaki istnieje w Brazylii".
Oficjalnie grupa przeszła do podziemia po puczu z 29 czerwca który poparła a jej przywódcy schronili się przed aresztowaniem w ambasadzie ekwadorskiej. W czasie pobytu za granicą członkowie organizacji nawiązali kontakt z boliwijskimi, paragwajskimi, brazylijskimi i argentyńskimi grupami skrajnej prawicy dzięki którym zdobyli fundusze i zapasy broni co przyczyniło się do zwiększenia przez nich intensyfikacji działań terrorystycznych.
Patria y Libertad wsparła i nawiązała ścisłe kontakty z organizatorami strajku właścicieli ciężarówek który według ekspertów przyczyniał się do strat sięgających każdego dnia 200 milionów escudos.
W ostatnich dniach sierpnia prawicowi radykałowie ostrzelali z karabinów maszynowych prywatną rezydencję kardynała Raula Silvy Henriqueza będącego zwolennikiem pojednania lewicy i chadeków.
Podczas nieudanej próby wojskowego zamachu stanu z czerwca 1973 część członków pomagała spiskowcom. Organizacja entuzjastycznie przyjęła przewrót wojskowy z 11 września 1973. Zwolennicy Patria y Libertad brali udział w działaniach junty Pinocheta skierowanych przeciwko lewicowej opozycji i mieli bliskie kontakty z tajną policją polityczną DINA.